# Ofirai légiharc
Az ofirai légiharc egyike volt az első légi összecsapásoknak a jom kippuri háború idején, 1973. október 6-án, az Izraeli Légierő Sarm es-Sejk melletti Ofir légitámaszpontja közelében, a Sínai-félsziget déli csücskén.
Az összecsapásban két izraeli F–4E, velük szemben húsz egyiptomi MiG–17 és az őket támogató nyolc MiG–21 vett részt. Az egyiptomi kötelék célja az izraeli szárazföldi célok támadása volt, azonban hat perc alatt hét MiG esett áldozatul az izraeli védővadászoknak. A többi egyiptomi repülőgép kitért a légiharc elől, majd mindkét fél visszatért támaszpontjára.

## Előzmények
1973 nyarán a Libyan Arab Airlines 114-es járata tévedésből, navigációs hibából berepült a Sínai-félsziget fölé. Az Izraeli Légierő géppárja elfogta az utasszállító repülőgépet, majd a földre rendelés visszautasítása után lelőtték. Ezután a légierő vezetése attól tartott, hogy az El-Al dél-afrikai járatai líbiai megtorló akciók célpontjává válhatnak, ezért vadászrepülőgép-készültséget kellett fenntartani az ofiri bázison. Ezek a gépek jelentették a légvédelmet a Vörös-tengeren állomásozó kis izraeli hadiflottának és a Hawk légvédelmi rakétaütegeknek, melyek a Vörös-tengeri átjárót védték az Egyiptomi Légierő Hurghada-i gépeivel szemben. A támaszpont ekkori parancsnoka Ya'acov 'Yak' Nevo volt.
A Jom kippur idején, október 6-án kitört háború napján az izraeli 107. század ("a narancsfarok lovagjai") két F–4E-je adott készültséget a bázison. A két gép legénysége – Amir Nahumi pilóta és navigátora Yossi Yavin, valamint Daniel Shaki pilóta és navigátora David Regev – akkor kevéssé tapasztalt és harcedzett volt a légierő átlagához képest. Délelőtt 9:00-kor vörös riasztást kaptak. Közel öt órával később, 13:50-kor megszólaltak a légiriadó szirénái. Több alacsonyan repülő köteléket fedeztek fel a radaron, de a kezelő nem riasztotta a géppárt, a jelek jelentőségét alábecsülve. A rövid reakcióidő elérése érdekében Nahumi, majd Shaki elrendelte a gépek hajtóműveinek azonnali indítását és felszálltak.

„Úgy döntöttem, hogy felszállunk. A következő másodpercben már bombázták a futópályát. Ha tovább vártunk volna, nem tudtunk volna már felszállni. Hét négygépes formációban repülő MiG–17-esek és MiG–21-esek voltak.”

## Az ütközet
A felszállást követően Nahumi utasította Shakit a póttartályok ledobására, a támaszpont nyugati oldalára fordulva. Övé volt a keleti oldal. Nem sokkal később Nahumi lelőtte az első MiG-et Sidewinder rakétával. Ezt követően megfordult és keresztezte egy, a futópályát bombázó géppár útját. Ezek megbontva a formációt, szétváltak. A támaszpont Hawk-jai nem léptek közbe, nehogy valamelyik izraeli gépet lőjék le, azonban a csöves légvédelem aktív maradt. Ezt kihasználva egy MiG-géppár kezdte meg a zuhanást a rakétaütegre. Nahumi üldözőbe vette a géppár vezetőjét, de a földközeli manőverek során M61 Vulcan-jával elvétette a célt. Viszont a géppár felhagyott a kiszemelt cél bombázásával. Nahumi követni akarta, azonban pompázs alakult ki a bal hajtóműben, feltehetően egy légvédelmiágyú-lövedék felrobbanása miatt. Így levált a támadásról. Hajtóművének újraindítása közben a támadó kezdett az egy hajtóművel forduló F–4 mögé kerülni. A hajtóműindítást követően azonban az F–4 rövid manőversorozatban lelőtte az üldöző-üldözött MiG-et. Ez volt a második lelövése.
Ezt követően Nahumi egy másik MiG–17-géppárt fedezett fel, amint egy kommunikációs központ támadásához készültek az öböl közelében. Amint észrevették a közeledő F–4-et, felhagytak vele és szembefordulva Nahumi gépével, rövid célzást követően egy levegő–föld rakétát lőttek ki felé. Nahumi kitérő manővert követően lelőtte a MiG-et egy rakétájával, körülbelül 600 méter távolságból. Shaki eközben már a harmadik ellenfelét lőtte le és a negyedikhez készülődött, amikor egy MiG–21-kötelék megtámadta. A fordulóharc közben az egyik közülük rossz manőver végével olyan közel ért a tengerszinthez, hogy kétszer visszapattant a felületről, mielőtt elemelkedett volna tőle. Shaki gépében fogytán volt az üzemanyag, így a sérült repülőtéren való leszállás mellett döntött. Eközben Nahumit elvakította pár menekülő MiG felületein megcsillanó fénytörés, miközben utánuk fordult. Az üldözés közben egyet lelőtt közülük, a többiek sikeresen elmenekültek a hegyek között. A kiürülő üzemanyagtartályai miatt az üldözést felhagyta, és ő is leszállt.

## Utóélete
Nahumi és Shaki, megbeszélve az előretolt légi irányítóval, a keresztfutópályán szálltak le, ami noha rövidebb volt, de kevésbé sérült. A földön azonnal megkezdték a gépek újbóli felszállásra késszé tételét egy következő egyiptomi támadásra számítva, ez azonban nem következett be. A négy hajózó Kiváló Szolgálatért Érdemérmet kapott az ütközetben tanúsított magatartásukért. Nahumi négy, Shaki három ellenséges gépet lőtt le.

## Egyiptomi mérleg
Aznap egyiptomi jelentések szerint 220 gépük támadott több sínai izraeli repülőteret, ahogy a Ras Nasrani légi támaszpontot is (Ofira egyiptomi neve). A támaszpont támadását az egyiptomi 102. légiezred 25. százada hajtotta végre. A MiG–21-esek nem vettek részt a szárazföldi célok támadásában, valamint a légifölény kivívásában sem vállaltak aktív szerepet.
Az egyiptomi parancsnok szerint összesen öt gépük veszett el a háború első légitámadásában, Saad El Shazly a haderő vezérkari főnöke öt gép elvesztését jelentette be október 6. és október 7. reggele között. Egy másik egyiptomi parancsnok, Abdel Ghani el-Gamasy szerint szintén öt gépük veszett oda a támadásban. Több nyugati és izraeli forrás más-más számokat említ.

## Fordítás
- Ez a szócikk részben vagy egészben  az   Ofira Air Battle című angol Wikipédia-szócikk ezen változatának fordításán alapul.  Az eredeti cikk szerkesztőit annak laptörténete sorolja fel. Ez a jelzés csupán a megfogalmazás eredetét és a szerzői jogokat jelzi, nem szolgál a cikkben szereplő információk forrásmegjelöléseként.